# 西塔正一
西塔正一（さいとう まさいち、1948年 - ）は、日本の教育者・社会福祉学者。学校経営者。専門は社会福祉学。
北海道小樽市出身。1971年（昭和46年）北星学園大学文学部社会福祉学科卒業。1972年（昭和47年）釧路保育専門学校専任講師。1976年（昭和51年）釧路短期大学附属幼稚園教諭・保母養成所専任講師。1980年（昭和55年）釧路短期大学幼児教育学科専任講師。1986年（昭和61年）釧路短期大学幼児教育学科助教授。1995年（平成7年）釧路短期大学幼児教育学科教授。1996年（平成8年）釧路短期大学幼児教育学科長。2003年（平成15年）釧路短期大学学長。2009年（平成21年）4月学校法人緑ケ岡学園理事長（2015年5月まで）。2021年秋、旭日小綬章を受章。

## 業績
- 永田勝彦と共著『社会福祉に関する態度尺度の構成』（社会福祉学 15号, 1974年）
- 柏倉美保子と共著『考え,行動するPTAめざして (私の教育実践 全国教研レポートから 22 教育条件整備の運動)』（教育評論 400号, 1981年）
- 香西和則と共著『障害者の施設収容の背景 : アメリカ産業主義社会を中心として』（釧路短期大学紀要 22号, 1994年）
- 『地域と連携する生涯学習拠点として--釧路短期大学 (特集 短期大学教育の再構築を目指して--新時代の短期大学の役割と機能)』（短期大学教育 65号, 2009年）